# Château de Prades
Château de Prades je zámek postavený na místě původního hradu nacházející se ve stejnojmenné vesnici v obci Sainte-Enimie ve francouzském departementu Lozère.
V současné době je zámek v soukromém vlastnictví. Zámek není přístupný návštěvníkům a majitelé jej využívají jako své sídlo.

## Historie
Původní hrad byl postaven pravděpodobně na počátku 13. století. V roce 1283 se hrad stal majetkem opatství v Sainte-Enimie. Během náboženských válek na hradě sídlil převor ze Sainte-Enimie. Hrad se protestantům postavil na odpor a zastavil jejich postup směrem na západ. Během francouzské revoluce byl zámek prodán jako státní majetek. V roce 1974 byl zapsán na francouzský seznam kulturních památek.

## Popis
Zámek stojí na skalním ostrohu nad stejnojmennou vesnicí a je dominantou soutěsky Gorges du Tarn. Skládá se z hlavní budovy na jihu a kaple na severu, obě propojené ohradní zdí, která existovala i na severu a západě a vymezovala vnitřní nádvoří. Severní průčelí hlavní budovy je lemováno dvěma malými, nízkými, skloněnými budovami. Vlevo od vstupní verandy se nachází věžička točitého schodiště. V severozápadním rohu stojí velká čtvercová věž. Uvnitř se z původních prvků zachovalo pouze přízemí, včetně velké místnosti s žebrovou klenbou. Pod ní se nachází nižší místnost s lomenou obloukovou klenbou.

## Galerie

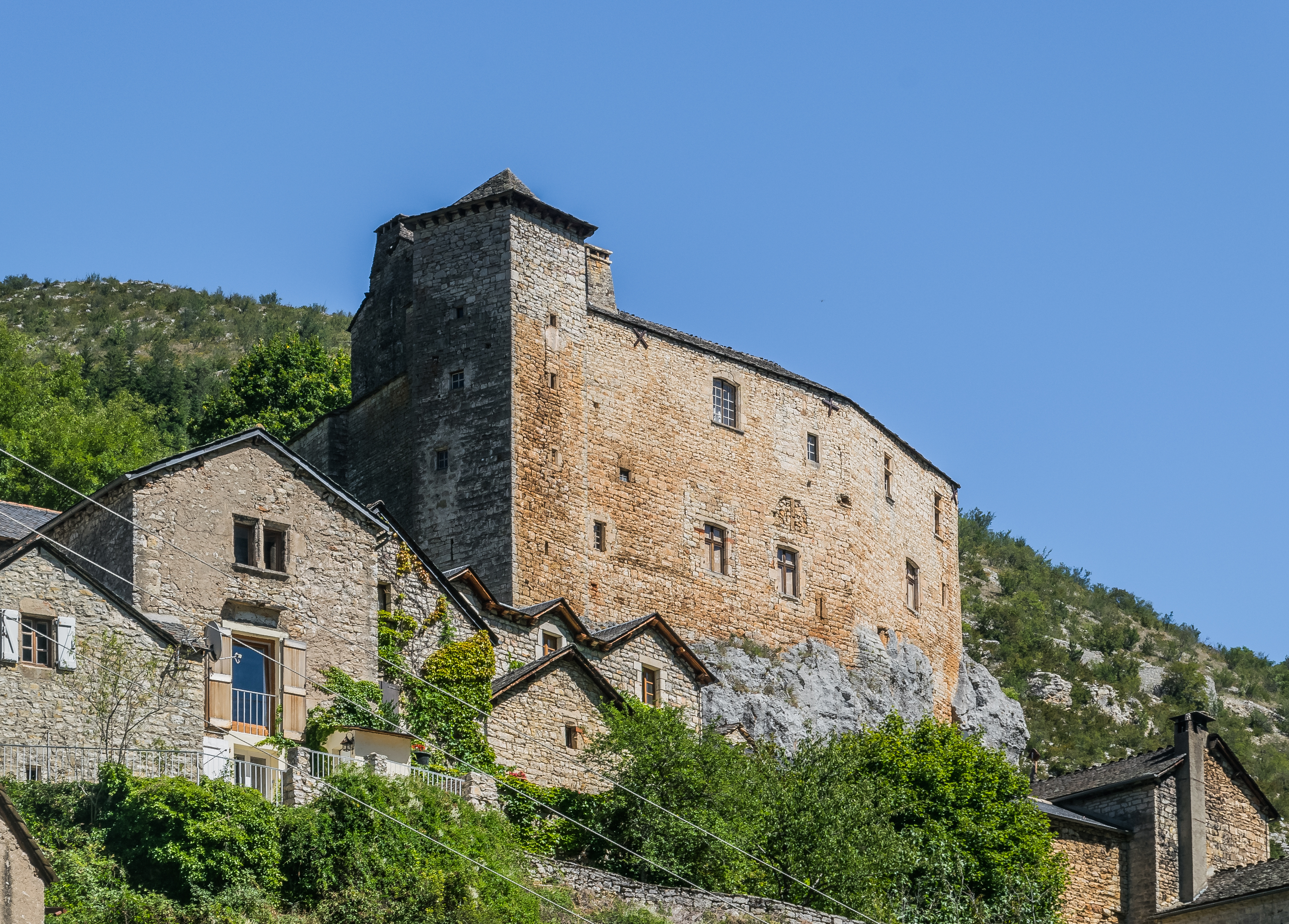
Château de Prades
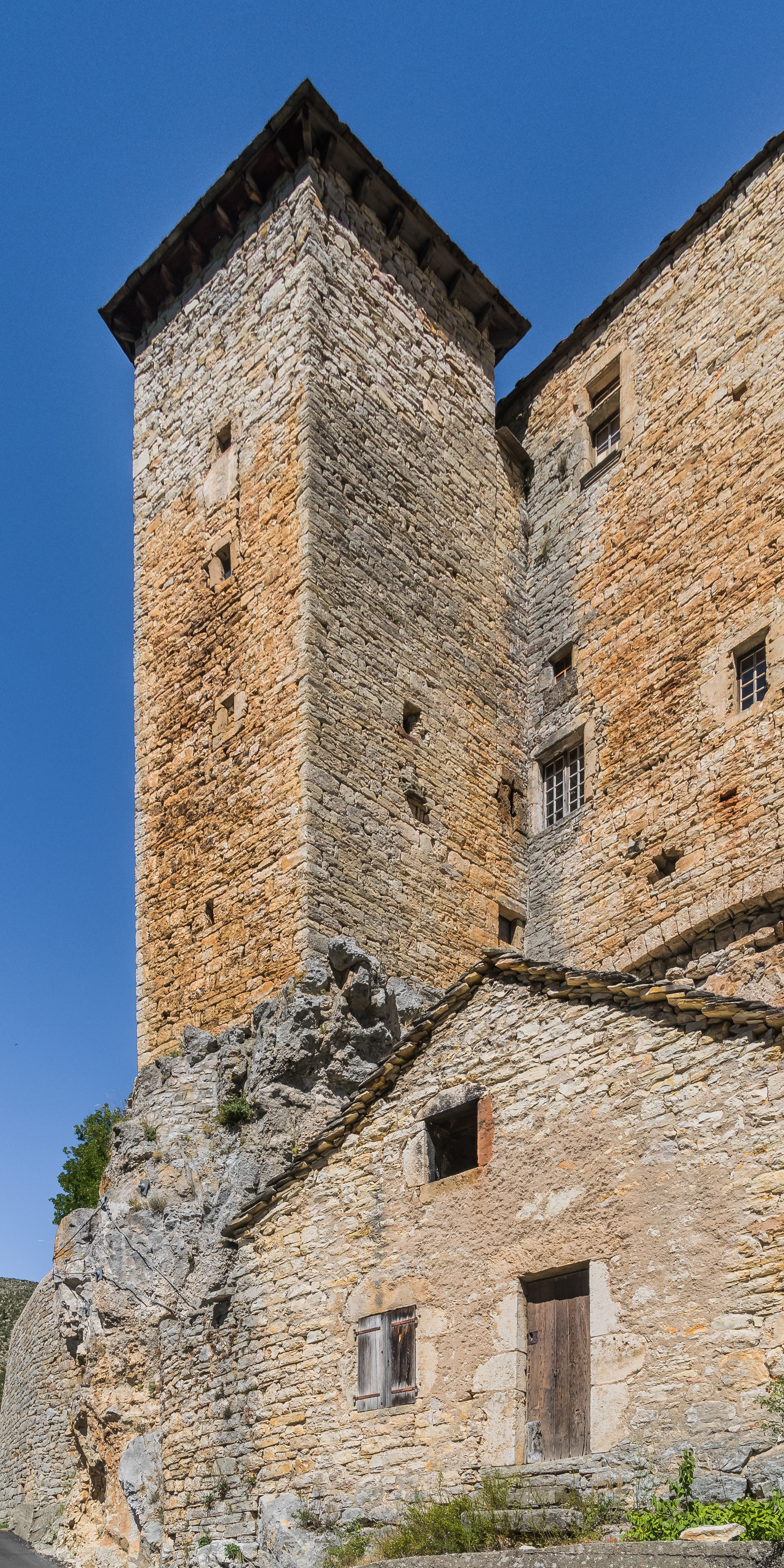
Château de Prades
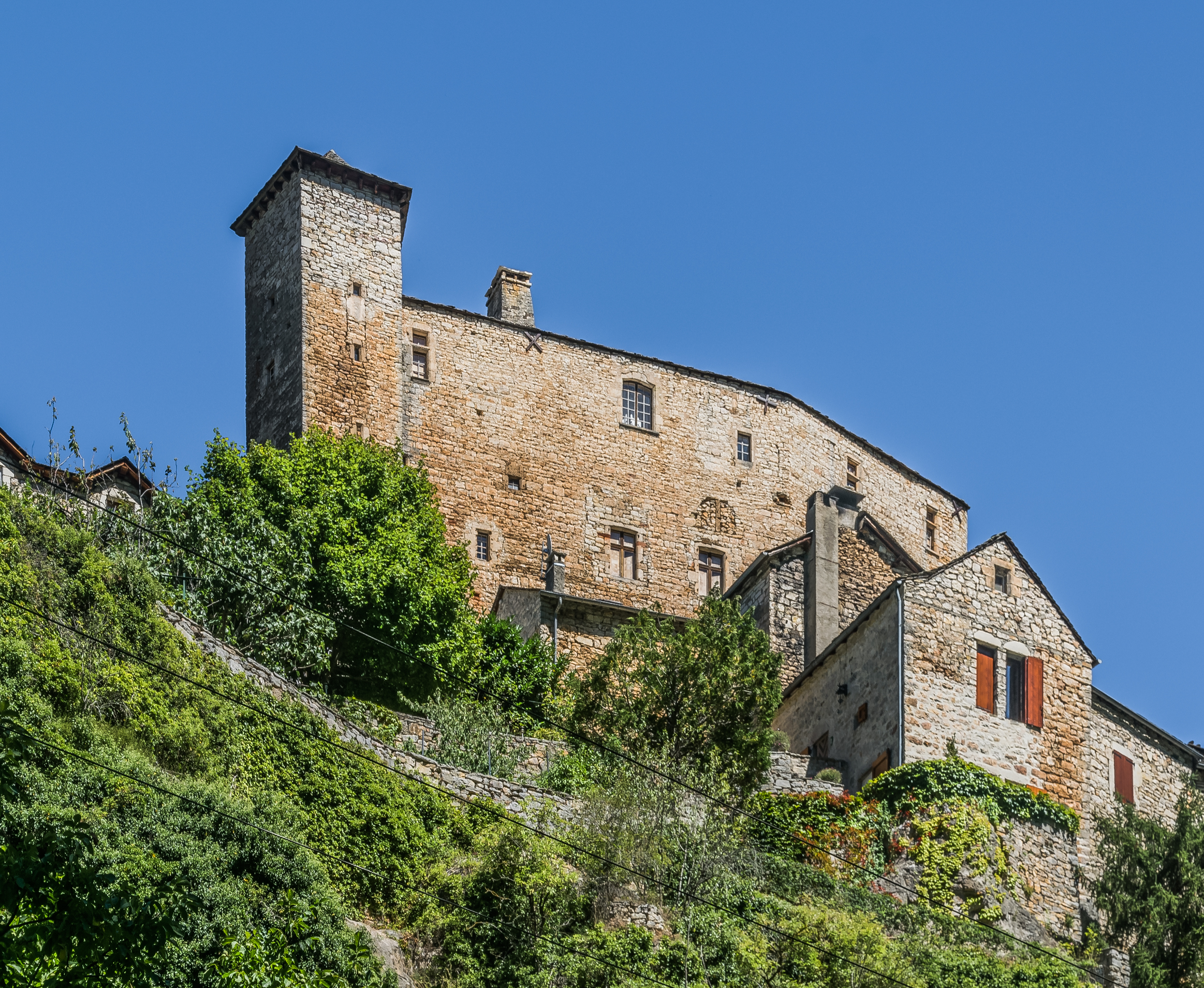
Château de Prades
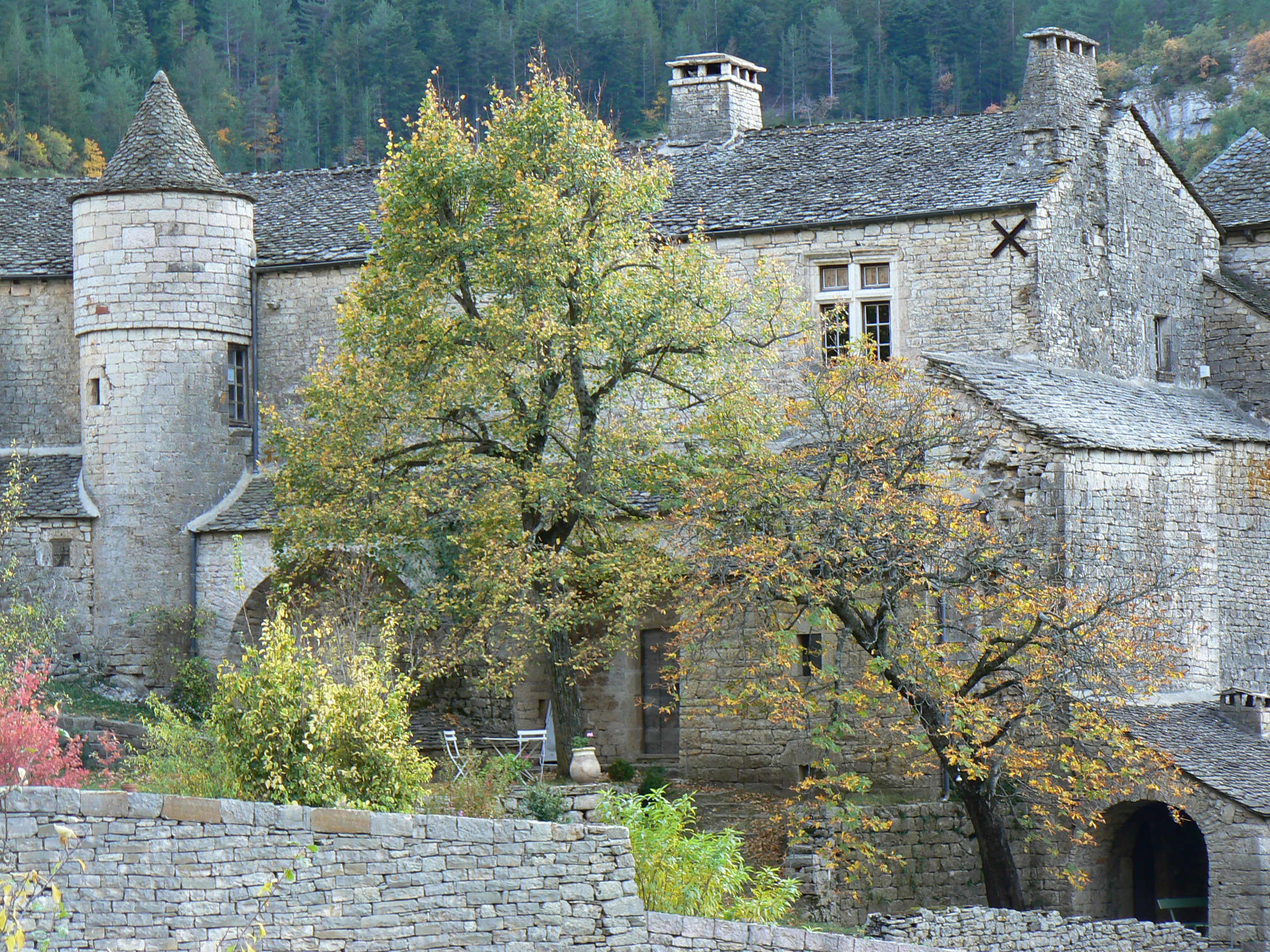
Château de Prades
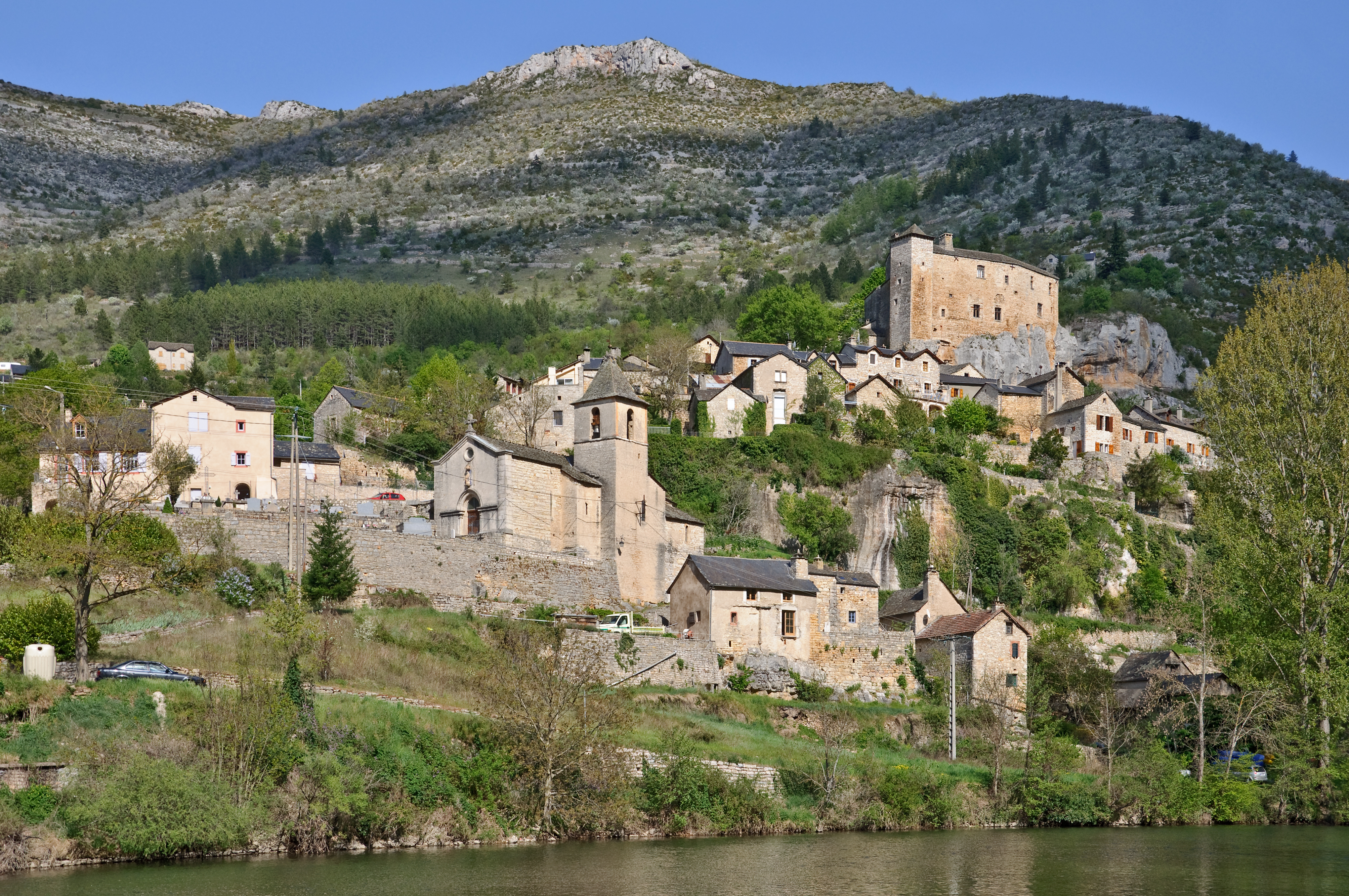
pohled na vesnici Prades se zámkem
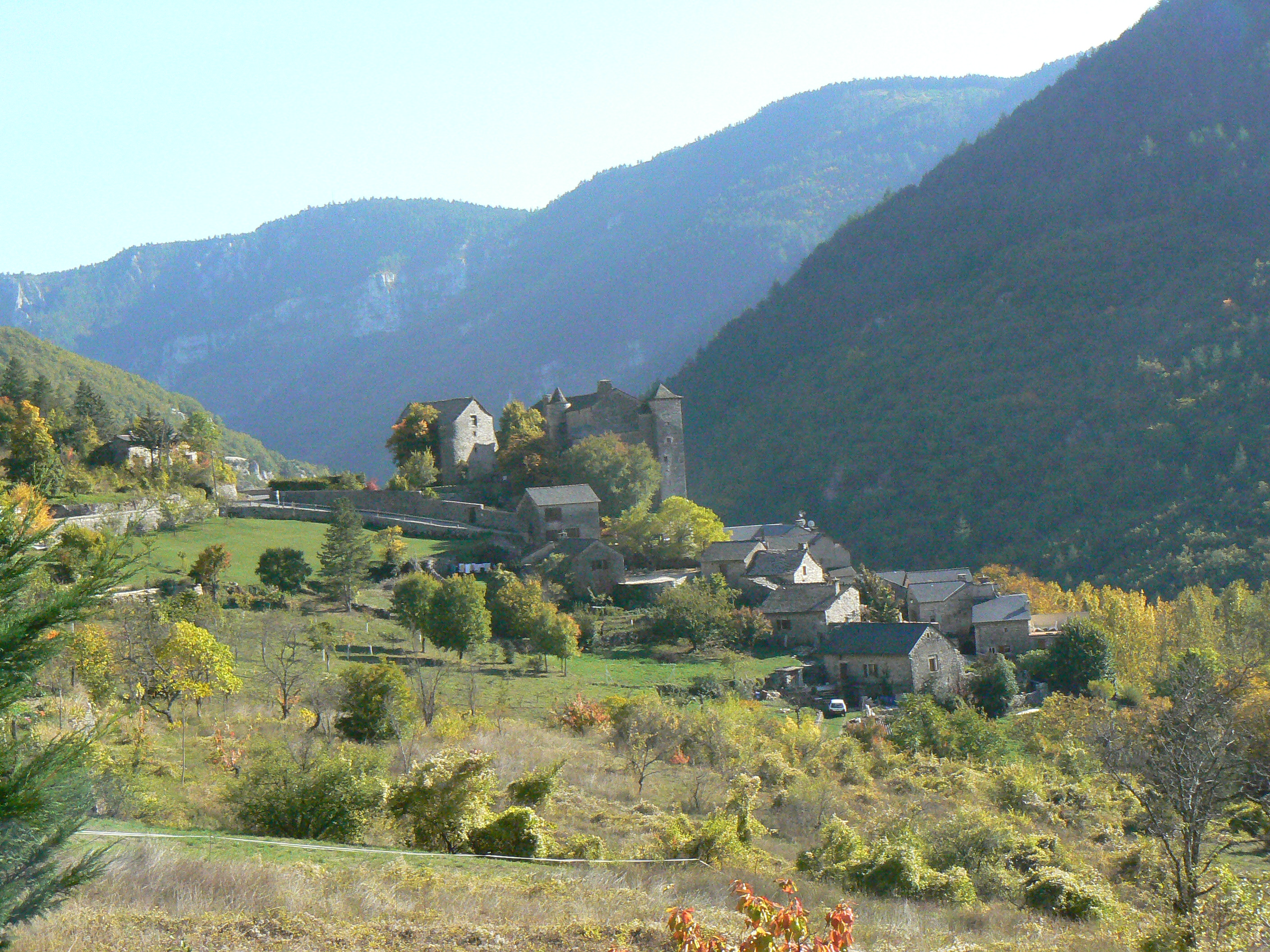
pohled na zámek Château de Prades